# Pollia pentasperma
Pollia pentasperma är en himmelsblomsväxtart som beskrevs av Charles Baron Clarke. Pollia pentasperma ingår i släktet Pollia och familjen himmelsblomsväxter. Inga underarter finns listade.